# Analekterna

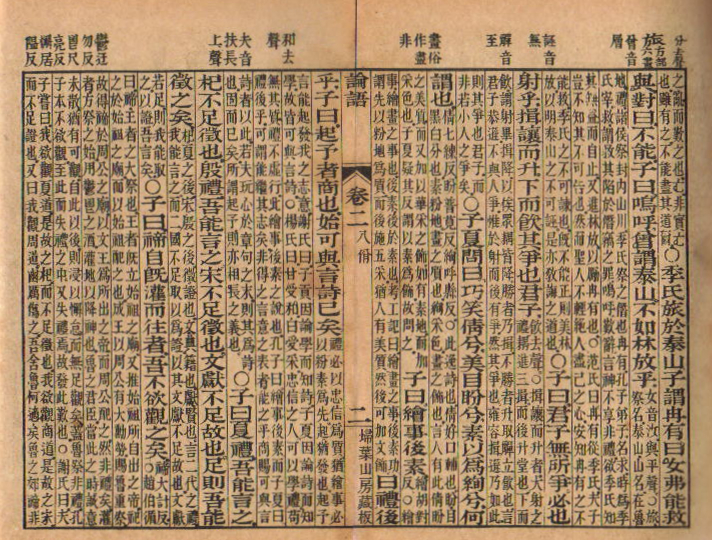
En sida ur Analekterna.

Analekterna (kinesiska: 論語?, pinyin: Lúnyǔ), även kallad Samtalen, är en konfuciansk urkund som innehåller dialoger mellan Konfucius och hans lärjungar. Texten finns utgiven på svenska under titeln Samtalen med Konfucius.

## Historik
Analekterna är den samling av ord och idéer av den kinesiske filosofen Konfucius och hans samtida, som traditionellt tros ha skrivits ned av Konfucius lärjungar. De anses ha skrivits under perioden 475 f.Kr.–221 f.Kr., och uppnådde sin slutliga form under mitten av Han-dynastin (206 f.Kr.–220 e.Kr.). I början av Han-dynastin ansågs Analekterna bara som en "kommentar" på de fem klassikerna, men dess status ökade till att bli en av de centrala texterna inom konfucianism i slutet av denna dynasti. Under slutet av Song-dynastin (960–1279) hade betydelsen av Analekterna som ett av filosofins arbeten höjts över den av de äldre fem klassikerna, och var erkänd som en av de de fyra böckerna. Analekterna har varit en av de mest lästa och studerade böcker i Kina under de senaste 2000 åren, och fortsätter att ha en betydande påverkan på kinesiska och östasiatiska tankar och värderingar än idag.

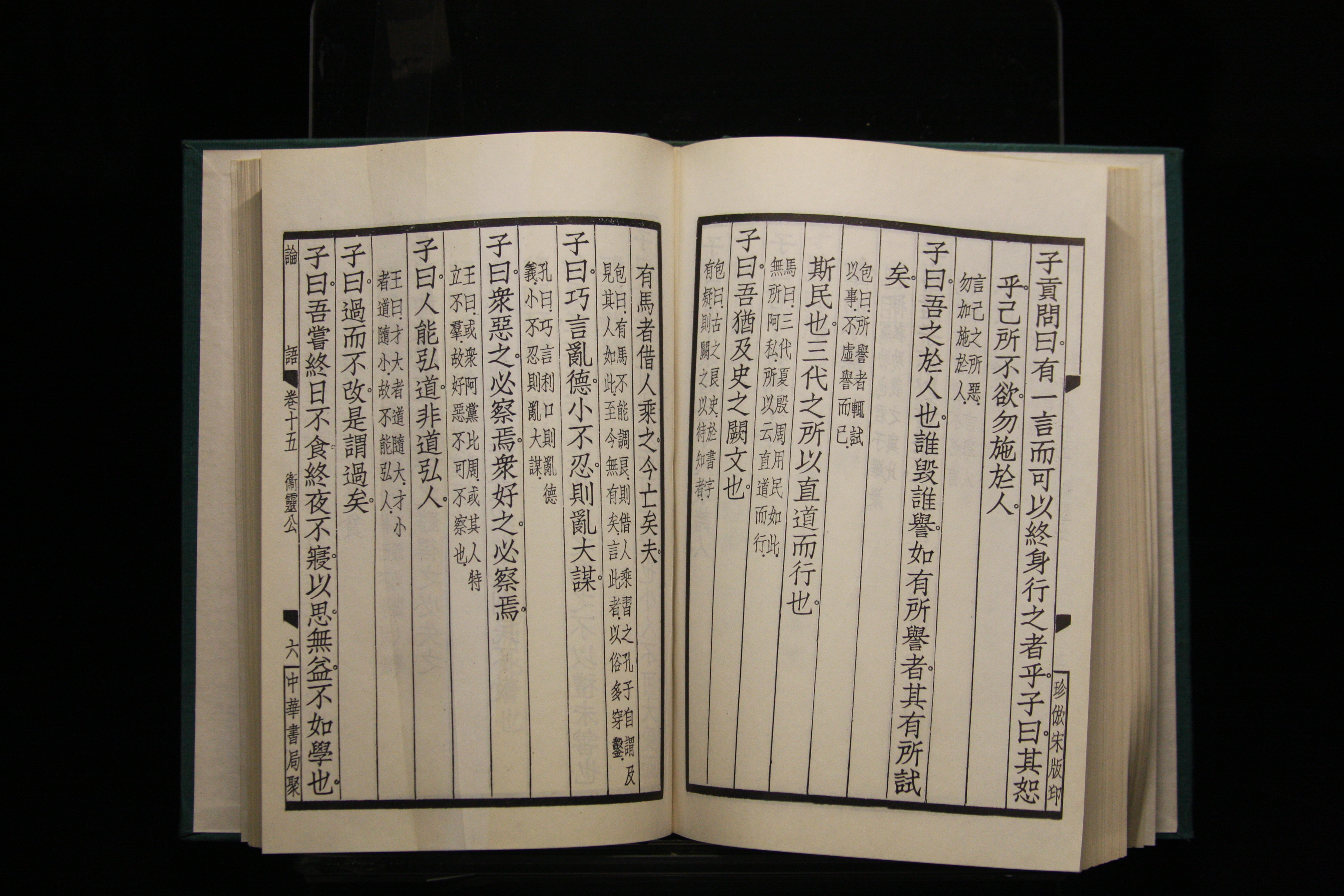
Samtalen, från Östasiatiska museet i Stockholm.

Konfucius ansåg att välfärden i ett land var beroende av moralisk fostran av dess folk, med början från landets ledning. Han trodde att individer kunde börja odla en allomfattande känsla av dygd, och att det mest grundläggande steget var hängivenhet till föräldrar och äldre syskon. Han lärde att individuella önskemål inte behöver undertryckas, utan att folk kunde vara utbildade för att förena sina önskningar genom ritualer och former av anständighet, genom vilka människor kunde visa sin respekt för andra och deras ansvarsroller i samhället. Han lärde att en härskares känsla av dygd var hans primära förutsättning för ledarskap. Hans främsta mål med att utbilda sina elever var att producera etiskt välfostrade män, som skulle föra sig med stil, tala korrekt och visa fulländad integritet i allt.

## Struktur
Boken är indelad i 20 kapitel, som i alla utom ett fall består av en mängd citat från Konfucius eller dialoger mellan honom och andra personer. Undantaget är kapitel 10 som istället är en sorts uppsats om Konfucius' levandsvanor, klädstil, kostpreferenser och dylikt.
Varken kapitlen eller citaten är sorterade i någon tydlig tematisk eller kronologisk ordning. Konfucius är ibland hemma i staten Lu och ibland i exil, hans lärjunge Yan Hui är ibland levande och ibland död, hertigen av Lu är ibland Hertig Ding och ibland Hertig Ai. För läsaren vållar detta dock sällan några problem då det filosofiska innehållet i citaten är tämligen tidlöst och inte kräver mycket kontext för att förstå.
Varje kapitel har en "titel", men denna är oftast bara något lätthågkommet ord ur kapitlets första citat, och inte nödvändigtvis representativt för kapitlets innehåll. Så heter till exempel det första kapitlet "Att studera" efter dess första mening: "Mästaren sade: att studera och sedan få praktisera det man lärt sig, är inte detta en glädje?". Kapitlet som helhet handlar dock varken mer eller mindre om studier än något annat. I den svenska utgåvan har titlarna slopats helt och ersatts med romerska siffror.
Analekterna fanns under Västra Handynastin (206 f.Kr.–24 e.Kr.) i tre versioner; Lu-versionen (鲁本), Qi-versionen (齐本)  och gamla versionen (古论语). Under epoken De tre kungadömena (220–280) sammanställdes de tre versionerna till Lunyu jijie (论语集解), och det är Lunyu jijie som har överlevt till nutid. De tre övriga versionerna var sedan länge förlorade fram till 2011 då Markis Haihuns grav hittades i  i Jiangxiprovinsen. I graven hittades bland mycket annat även den sedan 1 800 år tillbaka förlorade Qi-versionen av Analekterna.